# Niwki (Strzelce)
Pour les articles homonymes, voir Niwki.
Niwki est une localité polonaise de la gmina de Strzelce Opolskie, située dans le powiat de Strzelce en voïvodie d'Opole.